# Nhà máy lọc dầu Jebel Ali
Nhà máy lọc dầu Jebel Ali được xây dựng từ năm 1996 đến 1999. Nhà máy lọc dầu được vận hành bởi Emirates National Oil Co. (ENOC), thuộc sở hữu của Chính phủ Dubai. Nó là một nhà máy lọc khí ngưng tụ 120 kbpd, và xử lý chủ yếu là khí ngưng tụ hoặc dầu thô nhẹ. Những đầu vào này được xử lý cho các sản phẩm khác nhau, bao gồm LPG, naphtha, nhiên liệu máy bay, dầu diesel và dầu nhiên liệu. Nhà máy bao gồm hai đơn vị chưng cất ngưng tụ 60 kbit/s (thường được gọi là bộ tách ngưng tụ) và năm đơn vị làm ngọt merox.
Một bản nâng cấp - trị giá 850 triệu đô la (Mỹ) - đã được triển khai vào năm 2010 để sản xuất naphta có hàm lượng lưu huỳnh thấp thông qua việc lắp đặt một bộ chuyển đổi và một máy tách các tạp chất của dầu bằng hydro. Vào năm 2014, một hợp đồng cho một dự án nâng cấp mới đã được trao cho KBR. Việc nâng cấp sẽ dẫn đến việc sản xuất các sản phẩm cấp Euro V.